# Wolfgang Krippl
Wolfgang Krippl (* 7. Dezember 1950) ist ein Brigadegeneral außer Dienst des Heeres der Bundeswehr.

## Leben
Krippl trat am 1. Oktober 1970 beim Pionierbataillon 4 in Bogen in die Bundeswehr ein und durchlief bis 1972 als Offizieranwärter die Offizierausbildung zum Offizier des Truppendienstes der Pioniertruppe an der Pionierschule und Fachschule des Heeres für Bautechnik, damals in München, und der Offizierschule des Heeres, damals in Hannover. Anschließend war er Pionier-Zugführer im Pionierbataillon 4 und in der Panzerpionierkompanie 110 in Bogen, ab 1978 Kompaniechef im Pionierbataillon 10 in Ingolstadt, ab 1981 Hörsaalleiter in der Offizierausbildung an der Pionierschule und Fachschule des Heeres für Bautechnik in München, ab 1983 Planungsoffizier Ausbildung im Stab der Pionierschule des Heeres in München und ab 1986 Kompaniechef der selbständigen Gebirgspionierkompanie 230 in Brannenburg.
Ab 1989 war Krippl G4 der Heimatschutzbrigade 56 in Neuburg an der Donau und ab 1991 Bataillonskommandeur des Gebirgspionierbataillons 8 in Brannenburg. Dabei absolvierte er einen Auslandseinsatz als Kommandeur Pioniereinsatzverband in Bakhtaran im Iran von April bis Mai 1991 und von Mai bis Juni 1993 als Pionierstabsoffizier im deutschen Kontingent United Nations Operation in Somalia II. 1994 wurde er G3 Planungsstabsoffizier und Dezernatsleiter Übungen im Heeresführungskommando in Koblenz, 1996 Dezernent konzeptionelle Grundlagen der Pioniertruppe im Heeresamt in Köln, 1997 Referent für Humanitäres Minenräumen im Auswärtigen Amt in Bonn, 1998 Gruppenleiter für Ausbildung und Kampfunterstützung im Heeresführungskommando in Koblenz, 2000 Gruppenleiter für Operationsplanung im Heeresführungskommando in Koblenz und 2001 Brigadekommandeur der Pionierbrigade 40 in Lahnstein. Dabei absolvierte er von Augst 2002 bis Februar 2003 seinen dritten Auslandseinsatz als Chief Engineer im NATO-Hauptquartier von KFOR in Pristina im Kosovo. Ab 2003 war er Leiter des Vereinte Nationen Ausbildungszentrums Bundeswehr in Hammelburg und dabei Chairman NATO-Working Group Training and Education for Peace Support Operations (TEPSO), ab 2005 Leiter des Gefechtsübungszentrums Heer in Letzlingen.
In seiner letzten Verwendung ab Dezember 2006 war Krippl General der Pioniertruppe und Kommandeur der Pionierschule und Fachschule des Heeres für Bautechnik in München. Mit Ablauf des Jahres 2012 wurde er in den Ruhestand versetzt.
Krippl ist verheiratet und hat zwei Kinder.